# 박성빈 (배우)
박성빈(1972년 4월 12일 ~ )은 대한민국의 배우이다. 박찬욱 감독의 영화 <3인조>로 데뷔해서 류승완 감독의 <죽거나 혹은 나쁘거나>로 강렬한 인상을 남겼다

## 출연작

### 영화
- 1997년 《3인조》 전당포 경찰 역
- 1997년 《스카이 닥터》 체육선생 역
- 2000년 《죽거나 혹은 나쁘거나》 성빈 역
- 2000년 《다찌마와 리》 상하이 박 역
- 2002년 《품행제로》 태권부장 역(우정출연)
- 2005년 《오로라 공주》 홍기범 역
- 2005년 《처용의 다도》 준규 역
- 2006년 《썬데이 서울》 방문객 역, 그림자 자객 역(1인2역)

### 드라마
- 2001년 《MBC 베스트극장》집으로 가는 길(458화) 윤묵호 역
- 2008년 《라이프 특별조사팀》보이는 것이 전부는 아니다(9부,10부) 박동훈 역

### 뮤직비디오
- 2007년 《나를 만나다 - 김미려》우정출연

### 공연
- 1994년 뮤지컬 《출세기》